# Adnan Hamad
Adnan Hamad Majid Al-Abbassi (Samarra, 1º febbraio 1961) è un allenatore di calcio ed ex calciatore iracheno, di ruolo attaccante.

## Carriera

### Giocatore
Ha iniziato la sua carriera da calciatore nelle giovanili del Samarra FC. Nel 1982 l'allenatore della Nazionale irachena Wathiq Naji lo invita a trasferirsi nel Salahaddin FC, squadra dove rimane per una sola stagione e con la quale vince il campionato. Nel 1984 viene inserito nella lista che ha partecipato e vinto la Coppa delle Nazioni del Golfo.

### Allenatore
Dopo essere stato tormentato dagli infortuni durante gli ultimi momenti della sua carriera, diviene l'allenatore del Samarra FC, il club in cui esordì da giocatore. Fu l'allenatore della selezione irachena che partecipò alla Coppa delle nazioni asiatiche e ai Giochi della XXVIII Olimpiade. Dal 2009 al 2013 è stato l'allenatore della Giordania, con cui partecipò Coppa d'Asia 2011.

## Palmarès

### Giocatore

#### Club

##### Competizioni nazionali
- Campionato iracheno: 2

Salahaddin FC: 1983
Al-Zawra'a: 1991

#### Nazionale
- Coppa delle Nazioni del Golfo: 1

Emirati Arabi 1984
- Oro ai Giochi panarabi: 1

Marocco 1985
- Coppa araba FIFA: 1

Arabia Saudita 1985

### Allenatore

#### Club

##### Competizioni nazionali
- Campionato iracheno: 4

Al-Zawra'a: 1996, 1999, 2000, 2001
- Coppa dell'Iraq: 4

Al-Zawra'a: 1996, 1998, 1999, 2000
- Supercoppa di Giordania: 1

Al-Faisaly: 2006
- Jordan FA Shield: 1

Al-Faisaly: 2007-2008
- Jordan FA Cup: 1

Al-Faisaly: 2008

##### Competizioni internazionali
- Coppa dell'AFC: 1

Al-Faisaly: 2006

##### Riconoscimenti individuali
- Allenatore iracheno dell'anno: 4

1999, 2000, 2001, 2002
- Allenatore dell'Asian Football Confederation del mese: 4

Maggio 2000, novembre 2000, settembre 2002, agosto 2003
- Allenatore dell'Asian Football Confederation dell'anno: 1

2004